# Trichoseptoria alpei
Trichoseptoria alpei är en svampart som beskrevs av Cavara 1892. Trichoseptoria alpei ingår i släktet Trichoseptoria, divisionen sporsäcksvampar och riket svampar.   Inga underarter finns listade i Catalogue of Life.